# 6 Batalion Strzelców (1939)
6 Batalion Strzelców (6 bs) – oddział piechoty Wojska Polskiego II RP, nieistniejący w czasie pokoju.

## Mobilizacja
6 batalion strzelców został sformowany w dniach 24–25 sierpnia 1939 r. w ramach mobilizacji alarmowej w grupie żółtej w czasie A+24 przez 58 pułku piechoty w Poznaniu, 14 Dywizji Piechoty gen. bryg. Franciszka Włada. Po zmobilizowaniu batalion został podporządkowany dowódcy Armii „Poznań“. Batalion po przydzieleniu kadry służby stałej i przyjęciu rezerwistów, pobraniu należnego tabelami mobilizacyjnymi broni, sprzętu i wyposażenia, osiągnął gotowość marszową 25 sierpnia. 6 batalion strzelców nie otrzymał hełmów i manierek. Batalion mobilizował się w Poznaniu w koszarach 58 pp. 6 batalion strzelców pod dowództwem mjr Mariana Kwiatkowskiego odszedł w rejon Miłosławia do dyspozycji dowódcy Armii „Poznań” gen. dyw. Tadeusza Kutrzeby.

## 6 bs w kampanii wrześniowej

### Działania bojowe
1 września o świcie 6 batalion strzelców stacjonował w rejonie Miłosławia wraz z 72 samodzielną kompanią czołgów rozpoznawczych. Następnie w godzinach rannych 1 września 6 bs i 72 skczr zostały załadowane do transportów kolejowych i odjechały do dyspozycji dowódcy 26 Dywizji Piechoty. Po wyładowaniu w Szubinie i Kcyni obie jednostki weszły w skład zgrupowania odwodowego 26 DP. Wieczorem 1 września osiągnął rejon lasów w pobliżu gajówki Czerwoniak i wsi Suchoręczek. Batalion pozostawał w tym rejonie 2 i 3 września. 3 września wieczorem wraz z oddziałami 26 DP odszedł na pozycję żnińską, która stanowiła główną pozycję obrony 26 DP. Na tej pozycji 4 września obsadził odcinek Kołaczkowo-Smolniki. Na rozkaz dowódcy 26 DP 6 bs opuścił pozycję żnińską nocą 4/5 września i wycofał się w kierunku na Łabiszyn. Obsadził linię Noteci w składzie zgrupowania dowódcy piechoty dywizyjnej płk. dypl. Tadeusza Parafińskiego, wraz z 83 batalionem piechoty, 67 dywizjonem artylerii lekkiej bez 3 baterii i 82 samodzielną kompanią czołgów rozpoznawczych, pomiędzy Kobylarnią, a jeziorem Wolickim. Jednoczenie całość zgrupowania 26 DP została podporządkowana od 5 września dowódcy Armii „Pomorze” gen. dyw. Władysława Bortnowskiego. 6 września prowadził walki z niemieckimi patrolami na zajmowanym odcinku obrony. Nocą 6/7 września ze względu na dalszy odwrót Armii „Pomorze” 6 bs w składzie 26 DP podjął nocny marsz, zajmując rano 7 września rejon na południowy wschód od Inowrocławia, gdzie wypoczywał. Nocnym marszem 7/8 września 6 batalion w szykach 26 DP podjął marsz w kierunku na Lubraniec wzdłuż Noteci i jeziora Gopło. 8 września po spotkaniu dowódców Armii „Poznań” i Armii „Pomorze” za akceptacją Naczelnego Wodza podjęto przygotowania do akcji zaczepnej nad Bzurą. 26 DP, a w jej składzie 6 bs pozostawał na postoju bez styczności z nieprzyjacielem w rejonie Lubrańca.           
9 września w związku z planowanym odejściem 26 DP w rejon Sochaczewa, ze składu dywizji wydzielono 6 batalion strzelców, 83 batalion piechoty, kompanię Straży Granicznej i 67 dywizjon artylerii lekkiej oraz Batalion ON „Żnin” i Batalion ON „Wągrowiec”. Oddziały te 11 września rano weszły w skład zgrupowania Poznańskiej Brygady Obrony Narodowej płk. Stanisława Siudy. Poznańska Brygada ON osłaniała tyły obu armii prowadzących natarcie na oddziały niemieckie na południowym brzegu Bzury. Z wydzielonych oddziałów ze składu 26 DP, 10 września zorganizowano improwizowany pułk pod dowództwem mjr Mariana Kwiatkowskiego (dowódcy 6 bs). Pułk ten stanowił odwód zgrupowania Poznańskiej BON płk. Siudy. Zajął miasto Kłodawa i sąsiedni rejon, dowództwo pułku stacjonowało w kolonii Cząstków. Zadaniem pułku było wykonanie przeciwuderzenia w kierunku Izbicy, na korzyść zgrupowania Straży Granicznej ppłk. Tadeusza Świderskiego i obrona węzła Kłodawa. Pułk mjr. Kwiatkowskiego od 11 września przed zmrokiem zajął rejon obrony. Tego dnia Poznańska BON weszła w skład Grupy Operacyjnej gen. bryg. Michała Tokarzewskiego-Karaszewicza. Z uwagi na stopniowe przemieszczanie się na kolejne rubieże obrony Poznańskiej BON, pułk mjr. Mariana Kwiatkowskiego stanowił od 12 września północne skrzydło brygady. Zajęto obronę na linii kolejki wąskotorowej Rybno na rubieży: północny skraj Przedecz-las Rogoźno i szosa Chrustowo-Chodecz. Wydzielone patrole z batalionów rozpoznawały w kierunku północnym podchodzące oddziały niemieckie, tocząc z nimi drobne potyczki. Poznańska Brygada ON wycofywała się północnym brzegiem Bzury osłaniając tyły głównych sił obu armii przegrupowywanych w kierunku wschodnim. 13 września pułk mjr. Kwiatkowskiego zatrzymał się w lasach na północny wschód od folwarku Muchnice stanowiąc główny odwód dowódcy brygady płk. Siudy. 6 bs w składzie Pomorskiej BON bez kontaktu z oddziałami niemieckimi, kontynuował działania osłonowe.14 września batalion opóźniał działania niemieckie broniąc przejściowo kolejnych rubieży, w ramach pułku mjr. Kwiatkowskiego. 15 września pułk mjr. Kwiatkowskiego, a w jego składzie 6 bs przemieścił się w rejon Sanniki. Ostatecznie wycofał się z rejonu Muchnic nocą 15/16 września, zajął stanowiska obronne w rejonie Sanniki, Osmolin, Kiernozia, broniąc kierunków z Żychlina i Soboty. 6 bs bronił rejonu Kiernozi. 16 września na stanowiskach obronnych 6 bs wraz resztą pułku były ostrzeliwane przez artylerię niemiecką, a następnie bombardowane przez lotnictwo niemieckie. Tam stoczył walkę obronną z niemieckimi czołgami i piechotą, poniósł duże straty osobowe, a następnie po zniszczeniu broni przeciwpancernej został częściowo rozbity. Wieczorem udało się zebrać częściowo batalion i wycofać nocą 16/17 września w kierunku na Iłów, Łaziska, w lasach w rejonie Iłowa i Bud Starych 6 bs i reszta pułku mjr. Kwiatkowskiego była 17 i 18 września, atakowana przez niemieckie lotnictwo i ostrzeliwana przez niemiecką artylerię. Ostatecznie 19 września w rejonie Bud Starych zniszczeniu uległ 6 bs, tak jak większość batalionów ze zgrupowania Poznańskiej BON, niewielkie grupki żołnierzy broniły się lesie na północ Bud Starych i Młodzieszyna do 21 września. Nielicznym grupom z 6 bs udało się sforsować Bzurę 19 września w rejonie Witkowic i przedrzeć się do Puszczy Kampinoskiej.      

## Obsada personalna 6 bs
stan na 1 IX 1939
- dowódca batalionu - mjr Marian Kwiatkowski
- adiutant batalionu - por. Antoni Jakub Opala
- oficer łączności - ppor. Antoni Lubowiecki
- oficer żywnościowy - ppor. rez. Leon Brockere
- dowódca plutonu zwiadowców - ppor. Kleszcz
- dowódca plutonu przeciwpancernego - ppor. Tadeusz Piędal
- dowódca 1 kompanii strzeleckiej - por. Zenon Henryk Kubski
- dowódca 2 kompanii strzeleckiej - ppor. Frąckowiak
- dowódca 3 kompanii strzeleckiej - por. Lachowicz
- dowódca kompanii ckm - kpt. Józef Chyliński